# Relaciones Moldavia-Venezuela
Las relaciones Moldavia-Venezuela se refieren a las relaciones internacionales que existen entre Moldavia y Venezuela.

## Historia
Moldavia desconoció los resultados de las elecciones presidenciales de Venezuela de 2018, donde Nicolás Maduro fue declarado como ganador.
En 2019, durante la crisis presidencial de Venezuela, Moldavia se adhirió a la declaración del Alto representante de la Unión Europea para Asuntos Exteriores, que sostiene que las elecciones presidenciales no fueron "ni justas ni libres", que sus resultados carecían de legitimidad porque el proceso electoral no aseguraba las garantías necesarias para "elecciones inclusivas y democráticas" y "lamentaba profundamente" que el llamado de la Unión Europea para nuevas elecciones en concordancia con "estándares democráticos reconocidos internacionalmente y el orden constitucional venezolano" fueran ignorados. La declaración también le pidió a Nicolás Maduro "reconocer y respetar" el rol y de la independencia de la Asamblea Nacional como una institución electa democráticamente y la liberación de todos los presos políticos.